# آرامگاه میر حیدر آملی
آرامگاه (میر حیدر آملی) مربوط به سدهٔ ۹ ه‍.ق است و در آمل، چاکسر واقع شده و این اثر در تاریخ ۱۵ دی ۱۳۱۰ با شمارهٔ ثبت ۶۱ به‌عنوان یکی از آثار ملی ایران به ثبت رسیده‌است. این بنا در محیطی تاریخی با وجود حیاط زیبا و موزه شهدا بنا شده و یکی از نمادهای معماری آرامگاه‌سازی در ایران است. حکیم عارف صوفی، بهاء الدین سید حیدر بن علی بن حیدر معروف به شیخ حیدر آملی یا میر حیدر آملی (زاده:۷۲۰ هجری آمل، درگذشت: ۷۹۴) عارف و صوفی و مفسر شیعه دوازده امامی قرن هشتم است.

## کتیبه
متن کتیبه صراحت دارد که در این گور عارف دیگری که جد ابوالقاسم پسر ابوالمحاسن رویانی آملی است به خاک سپرده شده‌است نه خود ابوالمحاسن رویانی که به دست اسماعیلیان کشته شد. همچنین عالم دیگر به نام عزالدین آملی نیز در اینجا مدفون است، و از این رو به سید سه تن مشهور است.
متن کتیبه سنگی قبر بدین شرح است:

«بسم الله الرحمن الرحیم. لا اله الا الله. محمد رسول‌الله الملک لیله العزه لله الحمدلله هذه قبر الامام السعید القاضی القضاه تاج الدین فخرالاسلام. ابوالقاسم بن الامام الشهید فخر الاسلام ابوالمحاسن الرویانی آملی قدس الله الروحه»

## بانی
اولین بانی این آرامگاه سید بهاالدین عزالدین آملی بود که خود از عالمان بود و بعدها چندین بار مرمت شده‌است.